# Jean Joseph Thonissen

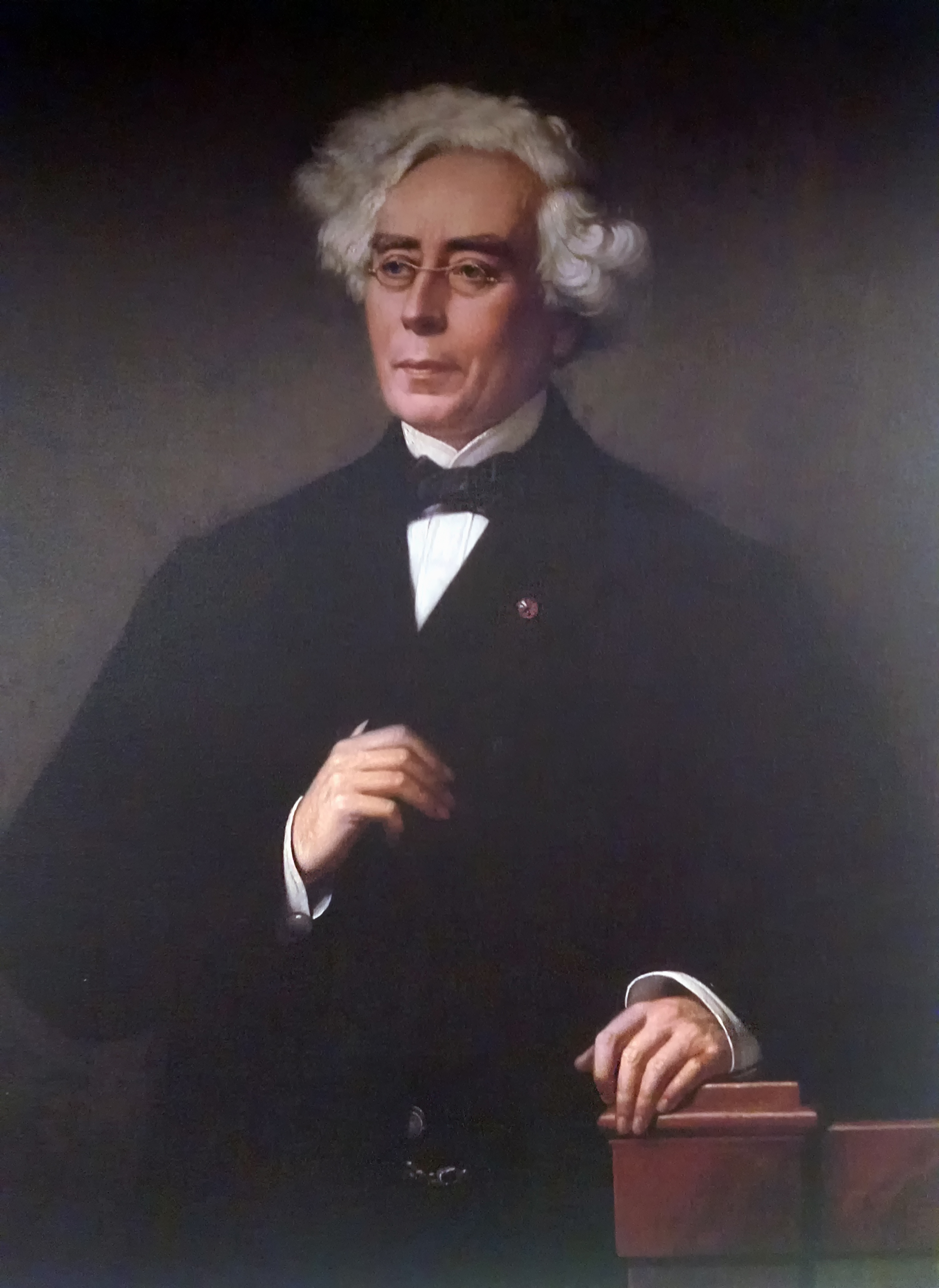
Jean Joseph Thonissen

Jean Joseph Thonissen, niederländisch Jan Jozef Thonissen (* 21. Januar 1817 in Hasselt, Belgien; † 17. August 1891) war ein belgischer Rechtswissenschaftler und Politiker.

## Leben
Thonissen studierte Rechtswissenschaft, widmete sich hierauf der Advokatur. Nachdem er verschiedene Ämter auf dem Gebiet der Verwaltung und der Rechtspflege bekleidet hatte, wurde er 1847 Professor des Kriminalrechts an der Katholischen Universität Löwen und später auch in das Abgeordnetenhaus gewählt.
1855 wurde Thonissen zum korrespondierenden und 1864 zum vollen Mitglied der königlichen Akademie in Brüssel ernannt und 1869 zum korrespondierenden Mitglied der Académie française. Seit 1863 der Abgeordnetenkammer angehörend, wurde er 26. Oktober 1884 Minister des Innern und des öffentlichen Unterrichts, trat jedoch Oktober 1887 zurück.

## Schriften
- La constitution belge annotée. 3. Auflage. 1879.
- Le socialisme et ses promesses. 1850.
- Le socialisme dans le passé. 1851.
- Le socialisme depuis l'antiquité jusqu'à la constitution française du 14 janvier 1852. 1852.
- La Belgique sous le règne de Leopold I. 2. Auflage. 1861 (3 Bde.).
- Vie du comte Félix de Merode. 1861.
- De la prétendue nécessité de la peine de mort. 1864.
- Études sur l'histoire du droit criminel des peuples anciens. 1869.
- Mélanges d'histoire, de droit et d'économie politique. 1873.
- Le droit pénal de la république athénienne. 1876.
- L'organisation judiciaire, le droit pénal et la procédure pénal de la loi salique. 2. Auflage. 1882.
- Travaux préparatoires du code de procédure pénale. 1885.